# المتحدث باسم الجيش الإسرائيلي

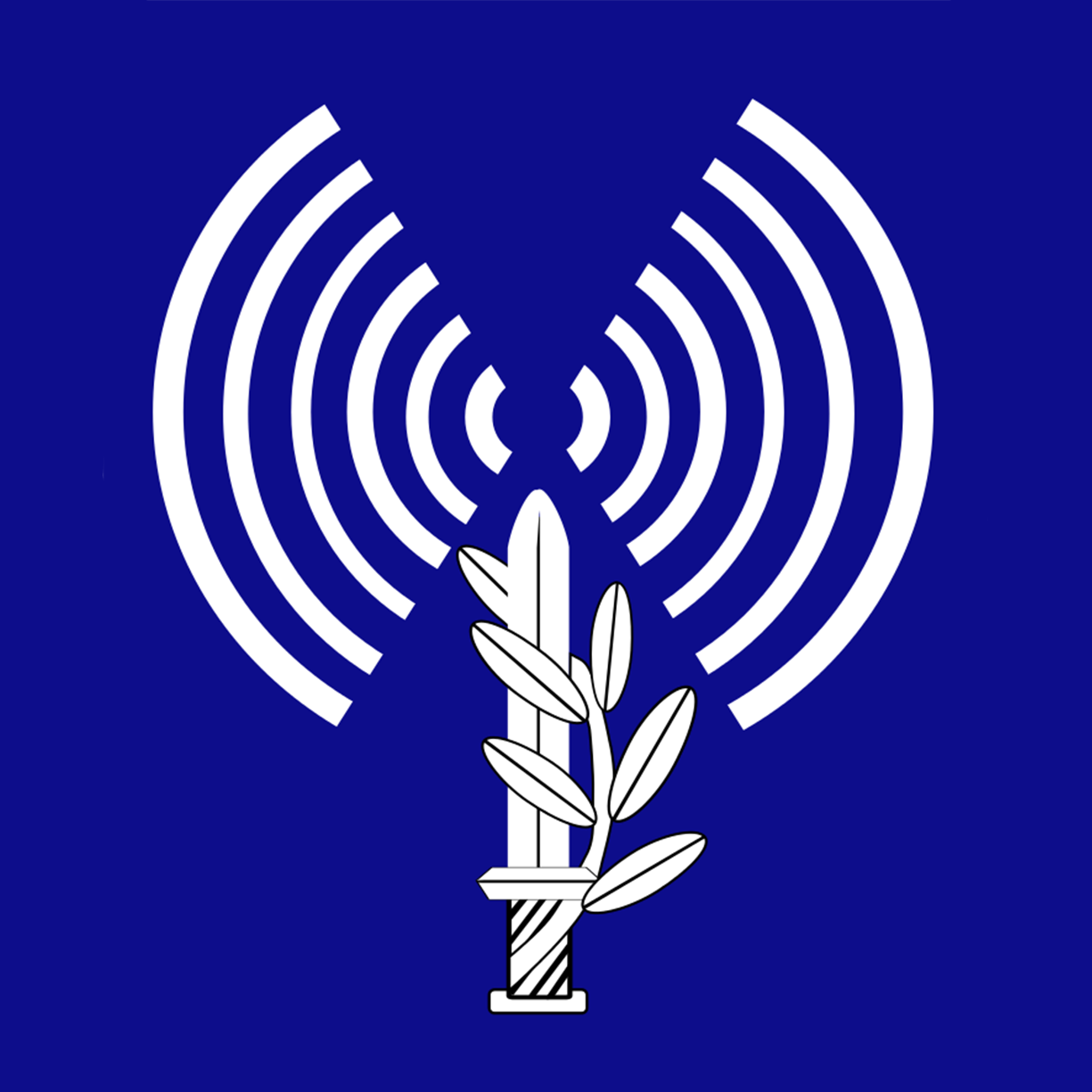

المتحدث باسم الجيش الإسرائيلي هي وحدة في الجيش الإسرائيلي التي تمثل الجيش في روابطه مع الاعلام. قائد الوحدة هو العميد موتي ألموز. الوحدة مسؤولة عن نشر اعلانات رسمية وعن اجتماعات جنود وضباط الجيش مع وسائل الاعلام (الصحف والتلفزيون والإنترنت والإذاعة). تتكون من عدة فروع. بالإضافة إلى ذلك للوحدة ممثلين في جميع القيادات العسكرية- في القيادة الجنوبية والشمالية والوسطية والجبهة الداخلية وفي جميع الاذرع- ذراع البحر وذراع الجو وذراع قوات البر.

## فرع الاعلام
الفرع مسؤول على التعامل مع وسائل الاعلام:
-	قسم الصحافة الذي يعمل مع الصحف الإسرائيلية
-	قسم الراديو والإنترنت الذي يعمل مع محطات إذاعية وشبكات الإنترنت
-	قسم الصحافيين والمحللين العسكريين.
-	قسم التلفزيون الذي يعمل مع جميع برامج التلفزيون مثل نشرات الأخبار وبرامج الصباح وبرامج الأبحاث.

## فرع الاعلام الدولي
الفرع يعمل مع وسائل الاعلام الأجنبية. الدائرة تتقسم إلى عدة أقسام:
-	قسم أوروبا وأمريكا اللاتينية وآسيا.
-	قسم أمريكا الشمالية.
-	قسم الاعلام العربي: مسوؤل عن التعامل مع وسائل الاعلام الناطقة بالعربية.
-	قسم الاعلام الروسي.
-	قسم «الاعلام الكبرى» الذي يعمل مع شبكة الإنترنت مثل «يوتيوب» و«فيسبوبوق».

## فرع علاقات العامة
الفرع مسؤول عن العلاقات مع العامة في الدولة والعالم. يتفسم الفرع لثلاث أقسام:
-	قسم جيش-مجتمع: مسؤول عن علاقات الجيش والمجتمع ويتعاطى أساسا بزيارات مدنية في قواعد ومنشائت الجيش ومحاضرات للضباط عسكريين في عدة اجتماعات مدنية وتعزيز علاقات الجبيش مع المجتمع.
-	قسم المنظمات الدولية: مسؤول عن الربط مع المنظمات اليهودية في العالم والمجتمعات اليهودية ومسؤولون حكوميون دوليون.